# Chiesa del Santissimo Nome di Gesù (Pozzuoli)
La chiesa del Santissimo Nome di Gesù, detta di San Giuseppe, è una chiesa settecentesca situata in viale Capomazza a Pozzuoli. 
Durante lo scavo delle fondamenta della nuova costruzione (1704), fu rinvenuta la statua del console romano Quinto Flavio Mesio Egnazio Lolliano (IV secolo), sistemata successivamente nella piazza maggiore della città, e conosciuta dai puteolani come “Santo Mamozio". La statua venne poi trasferita nel Museo Archeologico dei Campi Flegrei sito nel Castello di Baia.

## Storia
La chiesa fu edificata a cura e spese dell'Arciconfraternita di san Giuseppe su suolo donatogli da Vincenzo Raiola nel 1703. Fu aperta al culto alla fine del 1706 o agli inizi del 1707 e fu dedicata al Santissimo Nome di Gesù: era questo infatti il titolo del vecchio oratorio della Confraternita la cui lapide dedicatoria fu murata nel presbiterio a sinistra di chi guarda l'altare. Sono ignoti i motivi per i quali in seguito la chiesa fu chiamata con il nome dell'arciconfraternita, ovvero di San Giuseppe. Con tale titolo la cita nel 1725 il vescovo Agostino Passante nella sua visita pastorale.
Nella chiesa di San Giuseppe si trova un ciclo di dipinti di coevi alla fondazione dell'edificio, che costituisce un esempio di pittura aggiornata al gusto del tempo. Nel 1707, infatti, Gerolamo Cenatiempo eseguì le quattro tele raffiguranti Sant'Alessio, San Giovanni Battista, L'apparizione di Gesù all'apostolo Tommaso e San Domenico, San Gennaro e San Procolo.
La Confraternita del Santissimo Nome di Gesù, nel 1717, ordinò al pittore Paolo de Matteis la grande pala d'altare raffigurante La circoncisione di Gesù e la tela superiore con L'Eterno Padre benedicente.
L'imposizione del nome è bene espressa dal quadro sovrastante quello della Circoncisione che raffigura l'Eterno Divino Padre con Angeli recanti la scritta: Et vocabitur nomen eius Iesus che significa “e sarà chiamato col nome di Gesù”. 
La chiesa di San Giuseppe, completamente restaurata nel 1954, fu chiusa al culto nel settembre 1977 per lesioni nelle strutture portanti e danneggiata dai fenomeni sismici del 1983, fu deturpata da atti vandalici, spogliata degli stalli del coro dei confratelli (intagli e pannelli in radica di noce, anno 1768), restaurati nel 1954 dal falegname puteolano Salvatore Solimeo, iscritto alla Confraternita, dei due altari marmorei laterali (XIX secolo) e del maggiore (marmo commesso con bassorilievo centrale del XVIII secolo) e dei battenti delle due porte accanto all'altare maggiore (legno intagliato, opera datata 1707) fatti eseguire a spese di Giuseppe de Fraja. La tela dell'altare maggiore (1717) e le sei tele della navata (XVIII secolo), le statue in legno policromo di San Giuseppe (XVIII secolo) e della Madonna della Consolazione (XIX secolo) e gli arredi sacri furono rimossi nel settembre 1977 e messi al sicuro dai furti, a cura del vescovo. 
Ancora in sito sono rimaste le citate decorazioni del presbiterio e quelle della volta della navata di Mario Sangiovanni e Salvatore Volpe, malamente stuccate durante i lavori di ristrutturazione. Dopo i predetti e discutibili interventi, il vescovo Salvatore Sorrentino, per salvarla da ulteriori atti vandalici e dall'abbandono, affidò la chiesa, nel 1992, al “Lions Club - Campi Flegrei” che organizzò sporadiche e non sempre valide manifestazioni musicali, artistiche e culturali. Nel 2000, il vescovo Silvio Padoin affidò la cura della chiesa all'accolito Antonio (Tonino) Testa che ha ravvivato il culto al Santo Protettore della Buona Morte, continuando l'opera del padre Giuseppe († 19 febbraio 2003).

## Descrizione
Dotata di facciata sobria con armoniche modanature di stucco, è preceduta da una doppia scala sotto la quale si apre l'ingresso alla cripta della Confraternita di San Giuseppe. L'austero interno, con impianto ad aula, è coperto da volta a botte unghiata, con affreschi, realizzati tra il 1949 e 1951, dai pittori puteolani Mario Sangiovanni (Fuga in Egitto, San Giuseppe artigiano) e Salvatore Volpe (Gesù tra i dottori); il presbiterio, delimitato da quattro pilastri con capitelli compositi, è coperto da volta a vela, decorata, insieme ai sottostanti quattro pennacchi, da Gennaro Lopez nel 1925, con coro di angeli, intorno allo Spirito Santo e I quattro Evangelisti. 
Oltre le eleganti ed armoniose linee architettoniche, sono degne di rilievo le statue lignee della Madonna. 

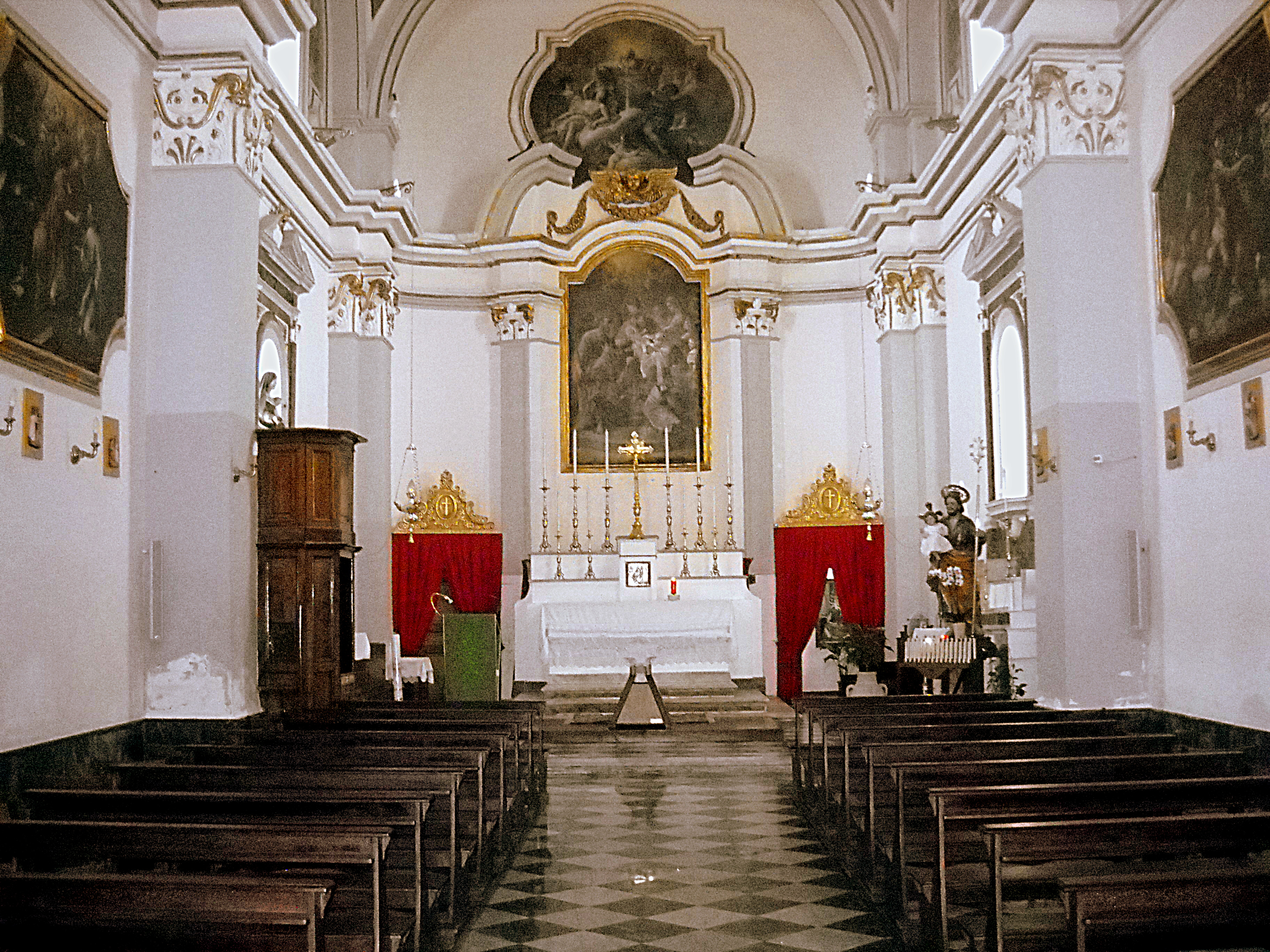
Interno della chiesa

Nella chiesa di San Giuseppe si possono ammirare tele della prima metà del XVIII secolo, restaurate di recente, così disposte sulle pareti laterali a partire dalla sinistra dell'ingresso, in senso antiorario: 
- Sposalizio della Vergine, autore ignoto; in basso a sinistra si legge: A devozione dei fratelli e dei priori Giuseppe Costantino, primo assistente Michele Conte, secondo assistente Antonio Madaluno …0 [1740], (vedi Transito di San Giuseppe).
- Morte di Sant'Alessio, a sinistra si legge: A devozione di Alessio Ferraiolo, 1706. - San Giovanni Battista, firmato e datato Cenatempus 1706. - San Domenico, San Gennaro e San Procolo, firmato e datato in basso al centro, Cenatempo F(ecit) 1706.
- Incredulità di San Tommaso, in basso a destra si legge: A devotione di Fratello Tommaso Oriano 1707.
- Transito di San Giuseppe, autore ignoto; in basso a destra si legge: A devozione dei fratelli e priori Giuseppe Constantino, e Michele Conte ed Antonio Maddaluno 1740.

### La cripta
Interessante è la sottostante cripta con accesso dall'esterno sotto il piccolo elevato sagrato. 
Essa si sviluppa su due piani interrati, in corrispondenza della soprastante navata. Il primo ambiente, a tre navate, con copertura sostenuta da sei poderosi pilastri quadrati, era destinato ad accogliere riunioni della confraternita su argomenti non prettamente religiosi o a riti funebri. Nell'angolo a sinistra dell'ingresso, preceduto da alcuni gradini, si sale in un servizio igienico; in fondo alla navata destra, uno stanzino, forse riservato al priore per colloqui privati; in corrispondenza della navata centrale, simile ad una profonda abside, era certamente collocato un piccolo altare sormontato da immagine, ora indecifrabile. 
Nel 2014 il commissario arcivescovile Antonio (detto Tonino) Testa con la sua instancabile ricerca del passato della chiesa anche con l'insistenza dei fedeli si diceva che doveva esserci un ossario scoprendo dopo un lungo oblio degli essiccatoi per i morti
Ogni essiccatoio presentava un foro nella parte inferiore, collegato all'esterno con una presa d'aria per creare una corrente d'aria affinché si prosciugasse la salma. – spiega il prof. Raffaele Giamminelli, esperto e storico dell'arte locale, questi aeratori non ci sono più in seguito a lavori eseguiti nell'anni '70. Per i confratelli più influenti, una volta essiccati venivano sospesi e poi esposti esposti. Colatoi - Un'altra stanza presenta i segni di ben 40 colatoi, ora murati a causa dei cedimenti che si ebbero al palazzo vicino, negli anni '70 che portarono la chiusura dei loculi.
Nel locali si intravede un affresco dove è raffigurato una Madonna con il Bambino verso cui tendono le anime del purgatorio.